# Коњић Грбоњић (филм)
Коњић Грбоњић (рус. Конёк-Горбунок) је совјетски анимирани филм из 1947. године. Филм је направљен према истоименој бајци Петра Ершова Коњић Грбоњић. Сценарио и режију је написао Иван Иванов. Ново издање филма са титлом је у Југославији први пут приказано седамдесетих година двадесетог вијека.